# South Vienna (Ohio)
South Vienna es una villa ubicada en el condado de Clark en el estado estadounidense de Ohio. En el Censo de 2010 tenía una población de 384 habitantes y una densidad poblacional de 283,49 personas por km².

## Geografía
South Vienna se encuentra ubicada en las coordenadas 39°55′45″N 83°36′48″O / 39.92917, -83.61333. Según la Oficina del Censo de los Estados Unidos, South Vienna tiene una superficie total de 1.35 km², de la cual 1.35 km² corresponden a tierra firme y (0%) 0 km² es agua.

## Demografía
Según el censo de 2010, había 384 personas residiendo en South Vienna. La densidad de población era de 283,49 hab./km². De los 384 habitantes, South Vienna estaba compuesto por el 90.36% blancos, el 0.78% eran afroamericanos, el 0.52% eran amerindios, el 0.52% eran asiáticos, el 0% eran isleños del Pacífico, el 5.73% eran de otras razas y el 2.08% pertenecían a dos o más razas. Del total de la población el 7.81% eran hispanos o latinos de cualquier raza.